# Otello Ghigi
Otello Ghigi (Venezia, 29 settembre 1911 – Venezia, 25 gennaio 2001) è stato un illusionista italiano.

## Biografia
Nella sua lunga carriera ha avuto vari allievi, ma è noto soprattutto per essere stato il maestro di Silvan. Anche il primo pseudonimo di Silvan, "Saghibù", era in parte ispirato a lui.
Il mago Silvan (Aldo Savoldello), allora bambino, restò affascinato vedendo uno spettacolo all'oratorio Don Bosco di Venezia, tanto dal chiedere al Maestro di poterlo seguire nei suoi spettacoli.
Ha pubblicato vari libri, tra cui Il dimostrante - Triste Ganzega (ed. Patrizia Venezia, 1963), Testa di pupo (Patrizia Venezia, 1970), La rivalsa dei barboni (Ed. Myriam, Venezia 1990) .
Il più noto, con prefazione di Silvan, è Guardami negli occhi, metodo pratico di come si ipnotizza in teatro (1977).